# فرنسيسكو ألكاراز
فرنسيسكو ألكاراز (بالإسبانية: Francisco Alcaraz)‏ هو لاعب كرة قاعدة مكسيكي، ولد في 26 أكتوبر 1920 في إمبالمي في المكسيك، وتوفي في 1 مايو 1996 في هيرويكا غوايماس في المكسيك.